# Kunigami Seijun
 (avril 2019).
Si vous disposez d'ouvrages ou d'articles de référence ou si vous connaissez des sites web de qualité traitant du thème abordé ici, merci de compléter l'article en donnant les références utiles à sa vérifiabilité et en les liant à la section « Notes et références ».
Kunigami Ueekata Seijun (国頭 親方 盛順) (1511 – 14 avril 1580) aussi connu sous son nom de style chinois Ō Jushō (翁 寿祥), est un aristocrate et fonctionnaire du gouvernement du royaume de Ryūkyū. Il est membre du Sanshikan sous le règne de Shō Gen et Shō Ei.
Kunigami Seijun a été le créateur de Ō-uji Nagayama Dunchi (翁氏永山殿内), qui a été l'une des "Cinq Familles Aristocrates"  (五大名門) dans l'histoire de Ryukyu.